# Talk (掲示板)
Talk（トーク）は、2023年7月1日にTalk Technologies Inc.によって開設された日本語の電子掲示板（匿名掲示板）である。

## 概要
専用ブラウザであるJane Style・twinkle・2chGear・ChMate・mae2ch・Sikiが、Talkに対応して閲覧・投稿が可能となっている。
開設当初は5ちゃんねるのスレッドタイトルが無断引用されるかたちでスタートした。もちろん5chのスレッドに準拠してスレッドを立てる必要はない。
かつて5chにあったと思わしき機能(通報フォーム、勢い表示、レス参照ポップアップ)がTalkに引き継がれている。これらの機能は2023年7月現在5chから削除されている。

## 有料サービス
有料サービスであるTalkプレミアムでは規制緩和や専用ブラウザの広告除去ができる。以下、Talkプレミアム機能一覧。
1. 特定板のスレッド作成
2. スレッド作成時や連続投稿の規制緩和
3. 専用ブラウザの広告除去
4. 特定プロバイダーの規制回避
5. 海外ホストからの書き込み

## 5ちゃんねるとの関係
- 2023年7月10日 - 匿名掲示板「5ちゃんねる」の専用ブラウザのJane Styleが、5chとの接続を切り、Talkの専用ブラウザに変わった[3][4]。Jane Styleのアップデートにともない、Jane Styleを通じて5ちゃんねるを利用していた者が強制的にTalkに移住させられたことになる[4]。また、Jane Styleの開発元である株式会社ジェーンが独占提供していたAPIキーが利用できなくなったため、Jane Style以外の専用ブラウザも5ちゃんねるに接続できなくなった[3][4]。
- 2023年7月11日 - 5ちゃんねる運営はAPIの独占の終了を宣言[5]。「旧バージョンの5chブラウザ（API前）は近く再度利用可能となります」と宣言した後、そのAPIより前に使われていたDATファイルへのアクセスを再度開放する。
- 2023年7月12日 - Talkより公式発表[6]。mae2ch[7]とTwinkle[8]が5ちゃんねるとTalkの両者に、外部板追加の形式で対応。
- 2023年7月13日 - ChMate[9]が5ちゃんねるとTalkの両者に正式対応[10]。
- 2023年7月17日 - この日までにSiki[11]と2chGearが対応。